# 金牛山 (平顶山市)
金牛山位于河南省平顶山市市区北部，相传山中有一头金牛拉着金磨辛勤工作，金磨中不断往下流淌金豆，此山因而得名金牛山。山内有一条始建于1969年的长达200多米的山洞，该山洞是当时的人工防护工程，现在已经对外开放，被称为“金牛神洞”。金牛山风景区占地面积将近14平方公里，是中国国家级的农业旅游示范点。